# ハインリヒ・フォン・キットリッツ
フリードリヒ・ハインリヒ・フォン・キットリッツ（Friedrich Heinrich von Kittlitz、1799年2月16日 - 1874年4月10日）はドイツの貴族、軍人、鳥類学者である。

## 略歴
ブレスラウで生まれた。キットリッツ家は12世紀に始まるプロイセンの男爵家である。父親はプロイセン軍の将校で、母親はロシア軍の軍人の家系の娘で、有名なロシアの将軍、ハンス・カール・フォン・ディービッチュは叔父にあたる。プロイセン軍の軍人として働き、マインツの駐屯地などで働いたが、鳥類学への関心を強くした。1825年に軍を辞め、母親のコネクションで、サンクトペテルブルク科学アカデミーが関連したフョードル・リトケが率いる、アラスカ沿岸を含む探検航海に植物学者のカール・ハインリヒ・メルテンス、鉱物学者のアレクサンドル・ポステルスとともに博物学者として参加することになった。
1826年2月から1829年9月まで行われたこの探検航海で、キットリッツは214の鳥類の種の764点の標本を収集し、サンクトペテルブルク科学アカデミーの博物館にもたらした。その中には現在は絶滅した種も含まれている（探検隊は小笠原諸島にも立ち寄っており、キットリッツはオガサワラカラスバトやオガサワラマシコ、オガサワラガビチョウといった絶滅種を採集した）。1844年にこの航海に関する著書"24 Vegetationsansichten von den Küstenländern und Inseln des Stillen Ozeans"（『太平洋の沿岸と島嶼の24の植生状態』）を発表した。
1831年には友人のドイツの鳥類学者、エドゥアルト・リュッペルと北アフリカを訪れたが、健康を害し帰還しなければならなかったが、エジプトで乗り継ぎの船を待つ間に新種の鳥類、Charadrius pecuarius（和名ヒメチドリ）を発見し英名は Kittlitz's Ploverと呼ばれることになった。

## 著書の図版

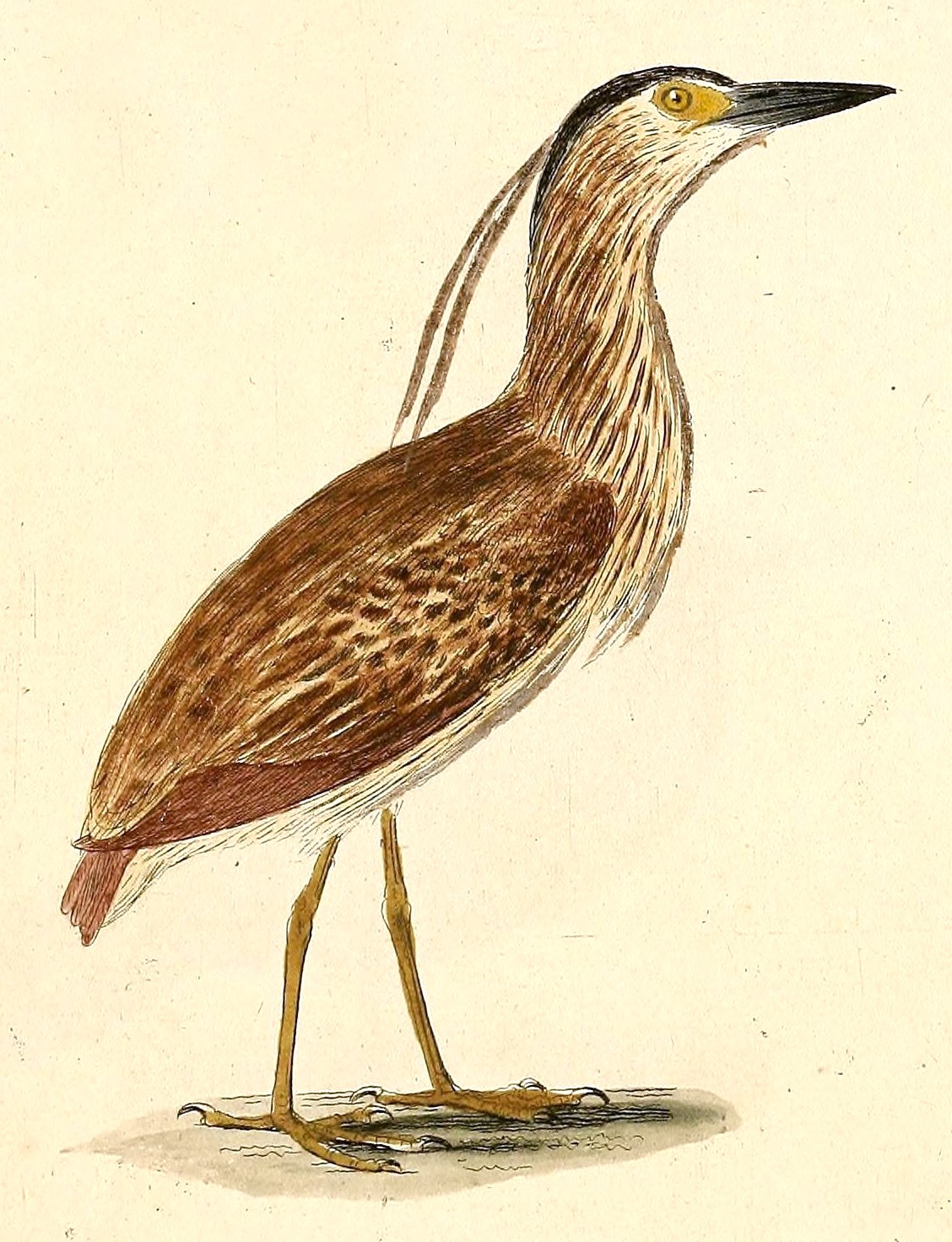
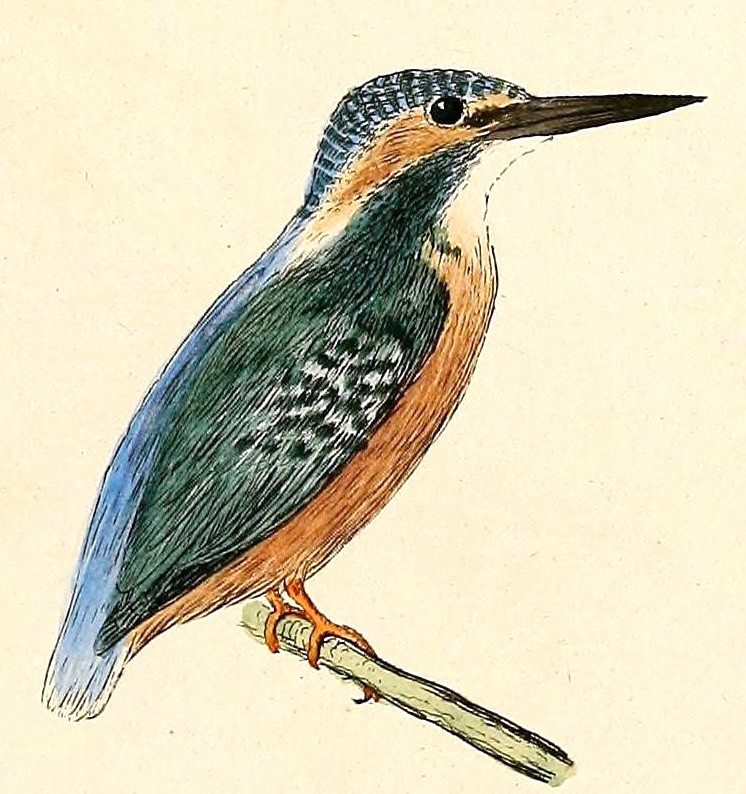
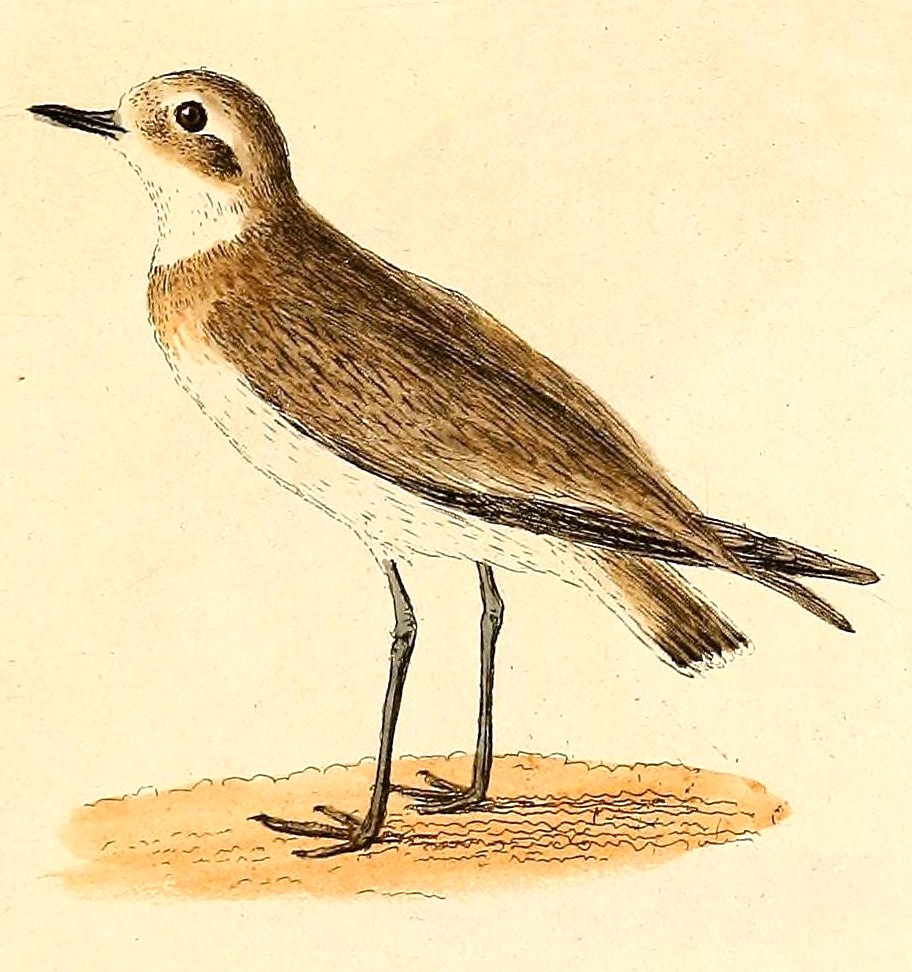
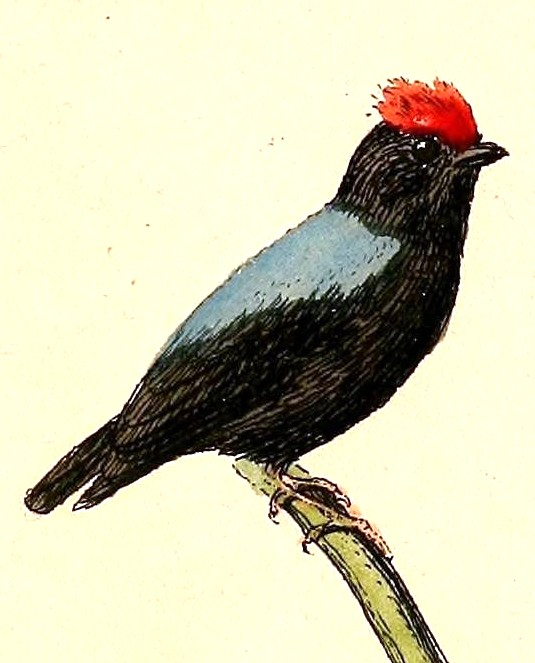
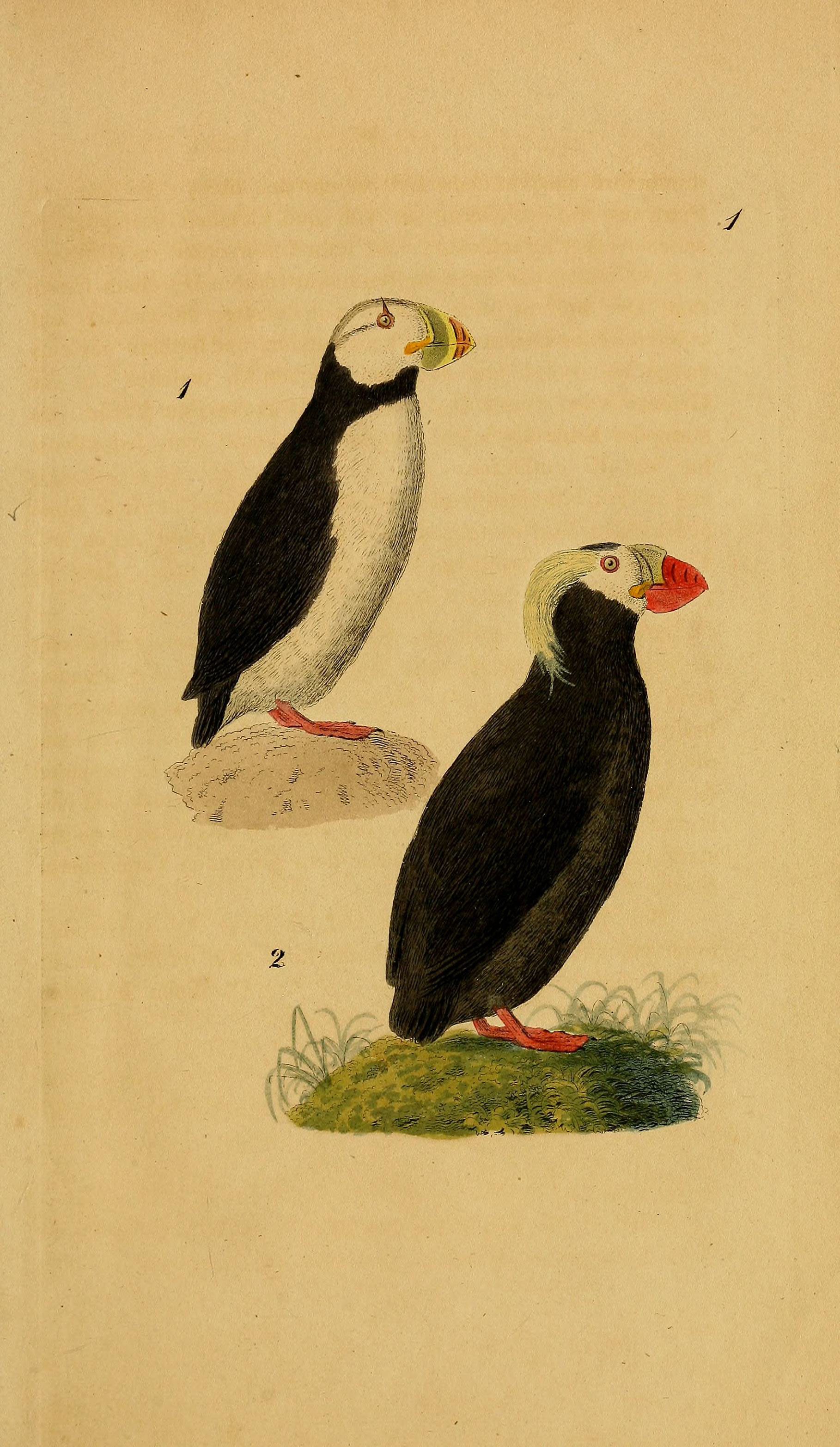

## 著作
- Kupfertafeln zur Naturgeschichte der Vögel, Frankfurt 1832, 1. Heft
- 24 Vegetationsansichten von den Küstenländern und Inseln des Stillen Ozeans, mit Text, Wiesbaden 1845–1852
- Vegetationsansichten aus den westlichen Sudeten, Frankfurt 1854
- Naturszenen aus Kamtschatka
- Bilder vom Stillen Ozean
- Denkwürdigkeiten einer Reise nach dem russischen Amerika, nach Mikronesien und durch Kamtschatka, Gotha 1858, Band 1, Band 2
- Psychologische Grundlage für eine neue Philosophie der Kunst, Berlin 1863
- Schlußfolgerungen von der Seele des Menschen auf die Weltseele, Mainz 1873
- Ornithologisches Tagebuch. Handschrift mit Aquarellmalereien. 4 Bände (1816-1823).Wissenschaftliche Stadtbibliothek Mainz, Sammlung Moyat, Sign.: Moyat 658